# Parmotrema neolobulascens
Parmotrema neolobulascens är en lavart som först beskrevs av Winnem, och fick sitt nu gällande namn av Hale. Parmotrema neolobulascens ingår i släktet Parmotrema och familjen Parmeliaceae.   Inga underarter finns listade i Catalogue of Life.